# Christopher Paolini
Christopher Paolini (Los Angeles, Kalifornia, 1983. november 17. –) amerikai sci-fi–fantasy író. Iskolába nem járt, autodidakta módon tanult a Montana állambeli Paradise Valleyben, a Yellowstone folyó partján.
Első regénye, az Eragon egy novellából nőtte ki magát, melynek központjában egy fiú, Eragon, és sárkánya, Saphira állt. A regény Paolini szüleinek magánkiadásában jelent meg először, majd az Alfred A. Knopf kiadó megvette a jogokat és újra kiadta kemény fedeles formában.

## Művei
- Eragon (2005) (eredeti cím: Eragon) (2003)
- Elsőszülött (2006) (eredeti cím: Eldest) (2005)
- Brisingr (2008)
- Örökség (Eredeti cím: Inheritance) (2011)

Az Eragon a négyrészesre tervezett Az örökség-ciklus első része. A következő rész az Elsőszülött (Eldest), amely 2005 közepén jelent meg Amerikában és 2006. október 30-án Magyarországon. A harmadik rész a Brisingr, amely 2008. szeptember 20-án jelent meg Amerikában, és 2009. április 8-án Magyarországon. A befejező rész, az Örökség (Inheritance) 2011-ben jelent meg, Magyarországon pedig 2012. december 1-jén. Magyar kiadója az Európa Könyvkiadó.

## Magyarul
- Az örökség; Európa, Bp., 2005–2012
  - 1. Eragon Sárkánylovas; ford. Bihari György; Európa, Bp., 2005
  - 2. Elsőszülött; ford. Bihari György, Sóvágó Katalin; Európa, Bp., 2006
  - 3. Brisingr; ford. Bihari György, Sóvágó Katalin; 2009
  - 4. Örökség avagy A lelkek sírboltja; ford. Urbán Erika; Európa, Bp., 2012
- A villa, a boszorkány és a sárkány; ford. Bihari György; Európa, Bp., 2019
- Álmok a csillagok közt, 1-2.; ford. Bihari György; Európa, Bp., 2020
- Murtagh; ford. Dranka Anita; Európa, Bp., 2023